# Skala (priimek)
Skala je priimek več znanih Slovencev:
- Anton Skala (1889—1968), specialni pedagog, defektolog
- Hugo Skala (?—1963), bančnik, borec